# Roeboides affinis
Roeboides affinis is een straalvinnige vissensoort uit de familie van de karperzalmen (Characidae). De wetenschappelijke naam van de soort is voor het eerst geldig gepubliceerd in 1868 door Günther.
De vis is bekend van de stroomgebieden van de Amazone, Orinoco, Paran-Paraguay en Tocantins-Araguaia en van de rivieren van Guyana en Suriname.   In het laatste land wordt hij in het Brokopondostuwmeer aangetroffen.
De standaard lengte van deze zoetwatervis van overstromende gebieden is 11 cm.
De vis is lepidofaag; het is een schubeter. Hij heeft kleine tanden op zijn neus en een laag gebocheld voorhoofd. Hij gebruikt dat om andere vissen mee te rammen en zo een paar van hun schubben los te stoten die hij dan opvreet.
De vis heeft een glasachtig doorschijnend lichaam met een grijzige lengtestreep.
- video van de vis